# Anglosaške rune
Anglosaške rune (staroangleško: rūna ᚱᚢᚾᚪ) so rune, ki so jih zgodnji Anglosasi uporabljali kot abecedo v svojem pisnem sistemu. Znaki so znani pod skupnim imenom futhorc (ᚠᚢᚦᚩᚱᚳ fuþorc) iz staroangleških glasovnih vrednosti prvih šestih run. Futhorc se je razvil iz 24-znakovnega Elder Futhark. Ker naj bi bile futhorške rune prvič uporabljene v Friziji pred anglo-saško naselitvijo Britanije, so jih imenovali tudi anglo-frizijske rune. Verjetno so jih uporabljali od 5. stoletja naprej, ko so zapisovali staro angleščino in staro frizijščino.
V anglo-saški Angliji jih je postopoma nadomestila staroangleška latinica, ki so jo uvedli irski misijonarji. V enajstem stoletju run Futhorc ni bilo več v splošni rabi, vendar Byrhtferthov rokopis (MS Oxford St John's College 17) kaže, da se je njihovo dokaj natančno razumevanje ohranilo vsaj do dvanajstega stoletja.

## Zgodovina
Obstajajo različne teorije o izvoru anglo-saškega imena futhorc. Po eni od teorij naj bi se razvil v Friziji, od koder se je kasneje razširil v Veliko Britanijo. Po drugem mnenju so bile rune v Britanijo najprej prinesene s celine, kjer so bile nato spremenjene in izvožene v Frizijo. Obe teoriji imata svoje pomanjkljivosti, dokončen odgovor pa lahko dajo nadaljnji arheološki dokazi.
Zgodnji futhorc je bil skoraj enak starejšemu futharku, razen razdelitve ᚨ a na tri različice ᚪ āc, ᚫ æsc in ᚩ ōs, zaradi česar je prišlo do 26-ih run. To je bilo narejeno zaradi novega glasu, ki je nastal z ingveonsko delitvijo glasovnih različic (alofonov) dolgega in kratkega a. Najstarejši znani primer rune ᚩ ōs je morda iz 5. stoletja na bracteatu iz Undleyja. Prvi znani primeri rune ᚪ āc morda izvirajo iz 6. stoletja in se pojavljajo na predmetih, kot je Schweindorfski solidus. Dvočrtni ᚻ hægl, ki je značilen za celinske napise, je prvič potrjen šele leta 698 na krsti svetega Cuthberta; pred tem se je uporabljala različica z enojno črto.
V Angliji, zunaj britanske zahodne dežele, kjer se je več stoletij uporabljala latinica in celo ogham, se je uporaba futhorca razširila. Runska pisava v Angliji je postala tesno povezana z latinskim skriptorijem od časov anglosaške kristjanizacije v 7. stoletju. Od približno 7. stoletja dalje je futhorc začela nadomeščati latinska abeceda, vendar se je včasih uporabljala vse do 10. ali 11. stoletja. V nekaterih primerih so bila besedila napisana v latinici, þorn in ƿynn pa sta se uporabljala kot razširitvi latinice. Do normanske osvojitve leta 1066 je bil zelo redek in je kmalu zatem popolnoma izginil. Od najmanj petih stoletij uporabe se je ohranilo manj kot 200 artefaktov z napisi futhorc.
Na več znanih angleških primerih se na istem predmetu mešajo rune in rimska pisava ali stara angleščina in latinica, vključno s frankovsko skrinjo in krsto svetega Cuthberta; na slednji so tri imena štirih evangelistov navedena v latinici, napisana z runami, "LUKAS" (sveti Luka) pa je v rimski pisavi. Krsta je tudi primer predmeta, ki je nastal v osrčju anglosaške cerkve in v katerem so uporabljene rune. Vodilni strokovnjak Raymond Ian Page zavrača domnevo, ki se pogosto pojavlja v nestrokovni literaturi, da so bile rune v anglosaksonski Angliji po spreobrnjenju povezane predvsem z anglosaksonskim poganstvom ali magijo.

## Črke
Zaporedje črk oz. črkovni seznam futhorca ter dejanski glasovi, ki jih te črke tvorijo, se lahko razlikujejo glede na kraj in čas. Zato pristen in enoten seznam run ni mogoč.

### Seznam run
| slika | Unicode | ime           | pomen imena                                                  | prečrkovanje | MFA                                                       |
| ----- | ------- | ------------- | ------------------------------------------------------------ | ------------ | --------------------------------------------------------- |
|       | ᚠ       | feh (feoh)    | wealth, cattle (bogastvo, obilje, sreča)                     | f            | /f/, [v] (srednje-besedna glasovna različica od /f/)      |
|       | ᚢ       | ur (ūr)       | aurochs                                                      | u            | /u(ː)/                                                    |
|       | ᚦ       | ðorn (þorn)   | thorn (trn)                                                  | þ            | /θ/, [ð] (srednje-besedna glasovna različica od /θ/)      |
|       | ᚩ       | os (ōs)       | heathen god (poganski bog; "usta" ("mouth") v runski pesmi?) | o            | /o(ː)/                                                    |
|       | ᚱ       | rada (rād)    | riding (ježa, jahanje)                                       | r            | /r/                                                       |
|       | ᚳ       | cen (cēn)     | torch (bakla)                                                | c            | /k/, /kʲ/, /tʃ/                                           |
|       | ᚷ       | geofu (gyfu)  | gift (dar, darilo)                                           | g            | /ɡ/, [ɣ] (srednje-besedna glasovna različica od /ɡ/), /j/ |
|       | ᚹ       | wyn (wynn)    | mirth (radost, veselje)                                      | w            | /w/                                                       |
|       | ᚻ       | hægil (hægl)  | hail (pozdraviti)                                            | h            | /h/, [x], [ç]                                             |
|       | ᚾ       | næd (nēod)    | need (potreba, kot "v stiski")                               | n            | /n/                                                       |
|       | ᛁ       | is (īs)       | ice (led)                                                    | i            | /i(ː)/                                                    |
|       | ᛡ/ᛄ     | gær (gēar)    | year (leto)                                                  | j            | /j/                                                       |
|       | ᛇ       | ih (īw)       | yew tree (tisa)                                              | ï, ȝ         | /i(ː)/ [x], [ç]                                           |
|       | ᛈ       | peord (peorð) | ?                                                            | p            | /p/                                                       |
|       | ᛉ       | ilcs (eolh?)  | elk's? (losov)                                               | x            | /ks/                                                      |
|       | ᛋ/ᚴ     | sygil (sigel) | sun (sonce, "jadro" (sail) v runski pesmi?)                  | s            | /s/, [z] (srednje-besedna glasovna različica od /s/)      |
|       | ᛏ       | ti (Tīw)      | Tiw (Tiw; "planet Mars" v runski pesmi?)                     | t            | /t/                                                       |
|       | ᛒ       | berc (beorc)  | birch tree (breza)                                           | b            | /b/                                                       |
|       | ᛖ       | eh (eh)       | steed (jahalni konj)                                         | e            | /e(ː)/                                                    |
|       | ᛗ       | mon (mann)    | man (moški, mož, človek)                                     | m            | /m/                                                       |
|       | ᛚ       | lagu (lagu)   | vodno telo, jezero (lake)                                    | l            | /l/                                                       |
|       | ᛝ       | ing (ing)     | Ing (Ingui-Frea)?                                            | ŋ            | /ŋg/, /ŋ/                                                 |
|       | ᛟ       | oedil (ēðel)  | podedovana zemlja, domovina                                  | œ            | /ø(ː)/                                                    |
|       | ᛞ       | dæg (dæg)     | day (dan)                                                    | d            | /d/                                                       |
|       | ᚪ       | ac (āc)       | oak tree (hrast)                                             | a            | /ɑ(ː)/                                                    |
|       | ᚫ       | æsc (æsc)     | ash tree (jêsen)                                             | æ            | /æ(ː)/                                                    |
|       | ᛠ       | ear (ēar)     | grave soil? (grobna zemlja)                                  | ea           | /æ(ː)ɑ/                                                   |
|       | ᚣ       | yr (ȳr)       | yewen bow? (tisov lok)                                       | y            | /y(ː)/                                                    |

Zgornje zaporedje run temelji na Codexu Vindobonensis 795. Prvih 24 teh run neposredno nadaljuje črke starega futharka in ne odstopajo v zaporedju (čeprav je ᛞᛟ namesto ᛟᛞ potrjeno zaporedje v starem futharku in futhorcu). V rokopisih Codex Sangallensis 878 in Cotton MS Domitian A IX je ᚣ pred ᛠ.
Imena zgornjih run temeljijo na Codexu Vindobonensis 795, razen imen ing in æsc, ki izhajata iz Byrhtferthovega rokopisa in nadomeščata navidezno napačni imeni lug in æs iz Codexa Vindobonensis 795. Ti je v drugih rokopisih včasih imenovan tir ali tyr. Besede v oklepaju v stolpcu z imenom so standardizirani zapisi.
| slika | UCS | ime       | pomen imena                                                  | prečrkovanje | MFA                                                  |
| ----- | --- | --------- | ------------------------------------------------------------ | ------------ | ---------------------------------------------------- |
|       |     | calc      | chalk? (apnenec, kreda), chalice? (kelih), sandal? (sandali) | k            | /k/                                                  |
|       |     | gar       | spear (kopje, sulica)                                        | ḡ            | /g/, [ɣ] (srednje-besedna glasovna različica od /g/) |
|       |     | cweorð    | [neznano]                                                    | q            | /k/? (za pisanje latinščine?)                        |
|       |     | stan      | stone (kamen, skala)                                         | N/A          | /st/                                                 |
|       | N/A | [neznano] | [neznano]                                                    | ę, ᴇ         | /ǝ/?                                                 |
|       | N/A | [neznano] | [neznano]                                                    | į            | /e(ː)o/? /i(ː)o/?                                    |
|       |     | īor       | beaver? (bober/ovka) eel? (jegulja)                          | N/A          | /i(ː)o/?                                             |
|       |     | [neznano] | [neznano]                                                    | k̄            | /k/                                                  |

Zgornje rune niso bile vključene v Codex Vindobonensis 795. Calc se pojavlja v rokopisih in spominsko na križu iz Ruthwella, obroču Bramham Moor, obroču Kingmoor in drugod. Gar se pojavlja v rokopisih in spominsko na križu iz Ruthwella in verjetno na križu v Bewcastlu. Neimenovana runa ᛤ se pojavlja le na križu iz Ruthwella, kjer se zdi, da je namesto calc /k/, kjer temu soglasniku sledi sekundarni samoglasnik. Cweorð in stan se pojavljata le v rokopisih. Neimenovana runa ę se pojavi le na ročaju Baconsthorpe Grip. Neimenovana runa "į" se pojavlja le na ročaju Sedgeford. Medtem ko je v runski pesnitvi in Bombažu Domicijana A.IX ᛡ predstavljen kot "ior", ᛄ pa kot "ger", sta epigrafsko gledano obe različici ger (čeprav je ᛄ zunaj rokopisov potrjen le enkrat, in sicer na Brandonovem čepu). R. I. Stran je označena kot psevdo-runa.
ni dvoma, da sta calc in gar modificirani obliki cen in gyfu ter da sta bili izumljeni zaradi dvoumnosti, ki je nastala, ko sta /k/ in /g/ tvorila palatalizirane odrastke R. I. Page je cweorð in stan označil za psevdo runi, pri čemer je opozoril na njuno očitno nesmiselnost in domneval, da je bil cweorð izumljen zgolj zato, da bi futhorc dobil ekvivalent Q.
Runa ę je verjetno iznajdba vezana na neko področje, ki morda predstavlja nenaglašeni samoglasnik, njena oblika pa morda izhaja iz ᛠ Neimenovana runa į se nahaja v osebnem imenu (bįrnferþ), kjer označuje samoglasnik ali dvoglasnik. Strokovnjakinja za anglosaščino Gaby Waxenberger domneva, da "į" morda ni prava runa, temveč je kombinacija ᛁ in ᚩ ali posledica napake.

## Kombinacije in dvočrkja
V korpusu futhorc najdemo različne runske kombinacije. Na primer, zaporedje ᚫᚪ se pojavi na Mortainovi skrinji, kjer bi teoretično lahko uporabili ᛠ.
| kombinacija | MFA           | beseda            | pomen                                | vir                                               |
| ----------- | ------------- | ----------------- | ------------------------------------ | ------------------------------------------------- |
| ᚩᛁ          | /oi/?         | ]oin[.]           | [neznano]                            | Lindisfarne Stone II                              |
| ᚷᚳ          | [gg]?, [ddʒ]? | blagcmon          | [osebno ime]                         | Maughold Stone I                                  |
| ᚷᚷ          | ~[ddʒ]        | eggbrect          | [osebno ime]                         | (an armband from the Galloway Hoard)              |
| ᚻᚹ          | /ʍ/           | gehwelc           | each (vsak)                          | Honington Clip                                    |
| ᚻᛋ          | /ks/          | wohs              | to wax (loščiti, rasti, ogrevati se) | Brandon Antler                                    |
| ᚾᚷ          | /ŋg/          | hring             | ring (prstan, obroč)                 | Wheatley Hill Silver-Gilt Finger-Ring             |
| ᛁᚷ          | /ij/          | modig             | proud/bold/arrogant                  | Ruthwell Cross                                    |
| ᛇᛡ?         | ~/ij/?        | hælïj?            | holy? (svet)                         | Gandersheim Casket                                |
| ᛇᛋ          | /ks/          | BennaREïs         | king Benna (kralj Benna)             | (a coin of Beonna of East Anglia)                 |
| ᛋᚳ          | /sk/, /ʃ/     | fisc              | fish (riba)                          | Franks Casket                                     |
| ᛖᚩ          | /eo/, /eːo/   | eoh               | [osebno ime]                         | Kirkheaton Stone                                  |
| ᛖᚷ          | /ej/          | legdun            | laid (sproščen, lega, polagati)      | Ruthwell Cross                                    |
| ᛖᛇ          | ~/ej/, [eʝ]?  | eateïnne          | [osebno ime]                         | Thornhill Stone II                                |
| ᛖᚪ          | /æɑ/, /æːɑ/   | eadbald           | [osebno ime]                         | Santi Marcellino e Pietro al Laterano Graffiti    |
| ᚪᚢ          | ~/ɑu/         | saule             | soul (duša, duh, obutje)             | Thornhill Stone III                               |
| ᚪᛁ          | /ɑi/          | aib               | [osebno ime]                         | Oostum Comb                                       |
| ᚪᛡ          | /ɑj/?, /ɑx/?  | fajhild? faghild? | [osebno ime]                         | Santi Marcellino e Pietro ad Duas Lauros Graffiti |
| ᚫᚢ          | ~/æu/         | dæus              | deus (lat. bog)                      | Whitby Comb                                       |
| ᚫᚪ          | /æɑ/, /æːɑ/   | æadan             | [osebno ime]                         | Mortain Casket                                    |

## Uporaba in kultura
Runa v stari angleščini bi se lahko imenovala rūnstæf (morda pomeni nekaj podobnega kot "skrivnostna črka" ali "šepetajoča črka") ali preprosto rūn.
Futhorc napisi imajo različne sloge in vsebine. Na vsaj enem angleškem kamnu so odkrili oker, kar pomeni, da so bile njegove rune nekoč poslikane. Vezne rune v futhorcu niso redke (glede na majhnost korpusa) in so se očitno najpogosteje uporabljale za zagotavljanje, da se rune prilegajo omejenemu prostoru. Futhorcova logografija je izpričana v nekaj rokopisih. To je bilo doseženo tako, da je runa pomenila njeno ime ali podobno zvenečo besedo. V edinem ohranjenem rokopisu pesnitve Beowulf je bila runa ēðel uporabljena kot logogram za besedo ēðel (ki pomeni "domovina" ali "posest") Tako Hacknessov kamen kot Codex Vindobonensis 795 potrjujeta futhorške šifrirne rune. V enem rokopisu (Corpus Christi College, MS 041) se zdi, da je pisec uporabil futurške rune kot rimske številke in zapisal ᛉᛁᛁ⁊ᛉᛉᛉᛋᚹᛁᚦᚩᚱ, kar verjetno pomeni "12&30 več".
Obstaja nekaj dokazov o futhorski runski magiji. Zdi se, da se verjetno magično zaporedje alu pojavlja na urni, najdeni na Spong Hillu, v zrcalnih runah (runah, katerih oblike se zrcalijo). V zgodbi iz Bedejeve Cerkvene zgodovine (napisane v latinščini) moža po imenu Imma ujetniki ne morejo zvezati in ga vprašajo, ali uporablja "litteras solutorias" (razrahljajoče črke), da bi prekinil svoje vezi. V enem od staroangleških prevodov tega odlomka je Imma vprašan, ali za prekinitev vezi uporablja "drycraft" (magijo, druidstvo) ali "runestaves" Poleg tega so bili najdeni prstani futhorc z napisi, za katere se zdi, da so zakleti za ustavljanje krvi.